# 澳門華人銀行

澳門華人銀行舊標誌

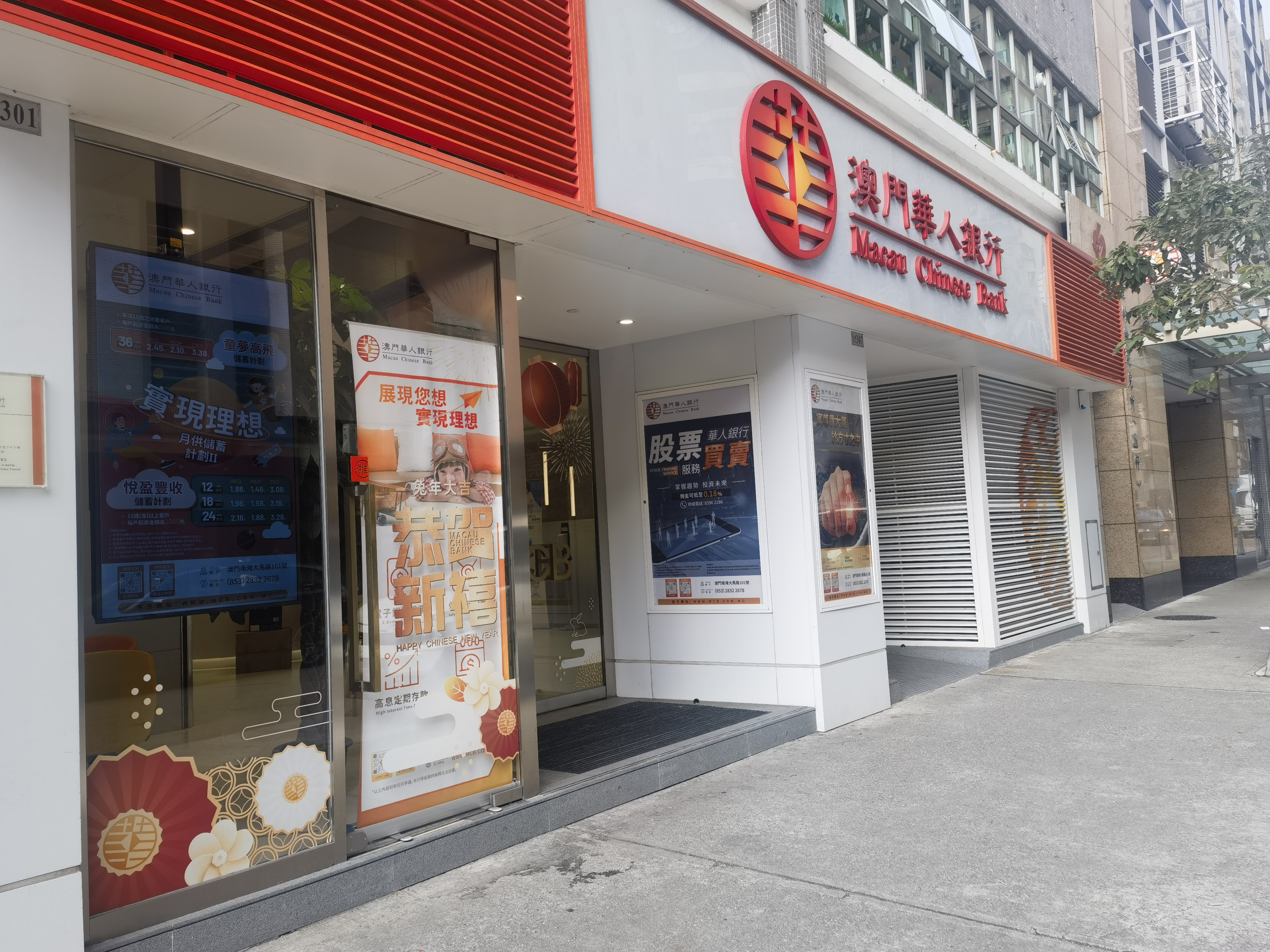
澳门华人银行花园街分行

澳門華人銀行是澳門一家銀行，由香港華人有限公司於2002年購入。以往香港華人也曾於香港創辦香港華人銀行，但香港華人銀行於2002年1月被中信嘉華銀行收購。
2007年7月，香港華人計劃把澳門華人銀行的60%股權出售予何猷龍的匯盈集團，但2008年3月因計劃未獲澳門金融管理局批准，而宣佈告吹。
2015年6月26日香港華人有限公司全資附屬公司：榮惠、Winpec及DPL，以4.41億澳門元（約相等於4.28億港元）出售澳門華人銀行49%股權予南粵集團及杨俊，作為策略夥伴。 同年10月南粵集團及黃嘉豪共購得31%股權。

## 其他
- 香港華人銀行 - 現已併入中信嘉華銀行